# Wolf's Rain
Wolf's Rain (яп. ウルフズ・レイン, укр. Вовчий дощ) — аніме і манґа про пошук вовками раю. Включає 26-ти серійний телесеріал і чотири додаткових OVA-серії, випущених на DVD, які закінчують історію. Містить елементи кіберпанку і постапокаліпсису, хоча більше схожий на казку.
Композитор аніме — Канно Йоко. Історія написана Нобумото Кейко, яка працювала над «Cowboy Bebop».

## Сюжет
|  | Перед кінцем світу рай з'явиться на цьому світі, і лише вовки знатимуть дорогу до нього… |

Війни і катаклізми перетворили Землю на пустельні пейзажі тундр і пустель. Лише руїни та уламки військової техніки зустрічаються на шляху. Технології старого світу зосереджені в руках дуже невеликої групи людей — дворян. Звичайні люди виживають в містах, що ще залишилися. Але ніхто вже не вірить в майбутнє. Цивілізація поволі йде до занепаду.
Легенда цього світу свідчить, що коли настане кінець світу, вовки зможуть потрапити в рай. Проте, жодного вовка ніхто вже не бачив протягом 200 років. Але вовки тут не звичайні тварини. Вони розумні і володіють неймовірною швидкістю і витривалістю. Але найголовніше, вони здатні «обдурювати» людей: всім навколо здається що перед ними не вовк, а звичайна людина. Отже вовки лише сховалися серед людей.
Одного разу, в життя трьох вовків, які пристосувалися жити серед людей, уривається абсолютно білий вовк. Він цілеспрямований, гордий і навіть не бажає прикидатися людиною. Але найголовніше — у нього є мета. Він шукає рай.

## Вовки
- Кіба (англ. Kiba, яп. 牙, «Ікло») — лідер зграї вовків, яка шукає рай. Саме він закликав усіх до пошуків і веде їх, керуючись своїми інстинктами. Пошук раю став єдиною його метою, тому він лютіше за всіх захищає Чезу. Тундровий вовк з білою шерстю. Коли він був маленьким, його зграя була знищена і він виховувався людиною — шаманом.
Сейю: Мамору Міяно
- Цуме (англ. Tsume, яп. 爪, «Кіготь») — колишній глава нальотчиків на майно аристократів в Північному місті. Найстарший і найдосвідченіший у зграї. Більше за інших прагне жити сам по собі. У нього на грудях видно великий шрам. Часто вступає в конфлікт з Кібою, фактично їх зустріч почалася з бійки.
Сейю: Кента Міяке
- Хіґе (англ. Hige, яп. 須, «Нюх») — здається, ніби він завжди хоче поїсти і ближче поспілкуватися з дівчатами. Краще всіх розбирається в секретах людського суспільства, легко може обдурити людей і вкрасти, але все-одно іноді робить помилки. У Північному місті працював в лабораторії, оскільки його привертав там запах Чези. Виглядає як мексиканський вовк, носить нашийник. 
Сейю: Акіо Суяма
- Тобое (англ. Toboe, яп. 遠吠え, «Завивання») — наймолодший вовк в зграї. З дитинства жив у бабусі як звичайний пес, але після її смерті, до якої він був причетний, залишився один. Дуже добрий і постійно намагається примирити команду, коли з'являється розбрат. Більше за все хоче знову стати домашнім псом. На лапі носить браслети, даровані господинею. Судячи з зовнішності, він — арабський вовк і взагалі дівчинка. 
Сейю: Хірокі Шімовада
- Блю (англ. Blue, яп. ブル, «Синя») — крупна чорна напіввовчиця-напіввівчарка. Завжди відчувала себе собакою, була зраджена Квенту Ядену. Після загибелі його сім'ї, жила в нього і разом з ним же переслідувала вовків. Але відчувши запах Чези, Дитяти Квітки, Блю зрозуміла, що вона ще і вовчиця. Навчилася набувати людської подоби і прилучилася до решти чотирьох вовків у пошуках Раю, хоча і дуже боялася, що її туди не пустять. 
Сейю: Маюмі Асано

## Решта персонажів
- Чеза (англ. Cheza, яп. チェザ) — «Дитя Квітів»; дівчинка, штучно створена Дарсією Першим за допомогою алхімії з Місячної квітки. Вона дуже важлива для вовків, оскільки є ключем до пошуків Раю. Є швидше рослиною, ніж людиною, здатна впливати на вовків всупереч їх волі. Може пристосовуватися майже до будь-якого середовища, проте вимагає світла і води, інакше починає в'янути. 
Сейю: Аріса Оґасавара
- Дарсія Третій (англ. darcia, яп. ダルシア) — дворянин з сім'ї Дарсія, яка і створила Чезу в спробі досягти Раю. Йому потрібний Рай лише для своєї коханої, Хамони. Його ліве око — вовче, що дає йому такі можливості, які недоступні навіть іншим дворянам.
Сейю: Такаґа Курода
- Шер Дегре (англ. Cher Degre, яп. シェール・ドゥグレ) — вчена, вивчала Чезу. Вона дуже любить Дитя Квітів. Захоплюється стародавніми книгами і легендами, була вимушена розлучитися з чоловіком через свої дослідження.
 Сейю: Кахо Кода
- Хабб Лебовськи (англ. Hubb Lebowski, яп. ハブ・リボウスキ) — детектив і колишній чоловік Шер, досі любить її і намагається повернути. Головною його особливістю є алергія на тварин, завдяки якій йому іноді вдається знаходити вовків там, де не змогли б цього зробити решта людей.
 Сейю: Міцуру Міямото
- Квент Яден (англ. Quent Yaiden, яп. クエント・ヤイデン) — мисливець на вовків, шериф з ліцензією на носіння снайперської гвинтівки, якою відмінно володіє. Вважає, що його сім'ю і село знищили вовки і тепер шукає їх по всьому світу за допомогою свого напівсобаки-напіввовчиці Блю для того, щоб знищити всіх вовків. Часто та багато п'є. Втративши Блю, починає сумувати, бо вона йому була дуже дорога.
 Сейю: Унсе Ішідзука
- Леді Джаґара (англ. Lady Jaguara, яп. ジャガラ卿) — дворянка, голова Втраченого міста, сестра Хамони. Її головною метою є досягнення Раю, причому заради досягнення цієї мети вона запускає процес апокаліпсису. Володарка найзначнішої і найсильнішої армії серед всіх дворян, хранитель більшої частини всіх наукових знань світу, чаклунка. Закохана в Дарсію, хоча здогадується, що це почуття не взаємне.
 Сейю: Ацуко Танака
- Лорд Оакум (англ. Lord Oakum) — дворянин і голова Північного міста, де живуть Шер і Хабб. Свого часу вкрав Чезу у Дарсії, але не досяг особливих результатів у її вивченні.
 Сейю: Ріцуо Сава

## Музика
- Відкриваюча композиція:
  - «Stray», Steve Conte
- Закриваюча композиція:
  1. «Gravity»
  2. «Tell Me What the Rain Knows»
  3. «Stray», Steve Conte

### Саундтрек
| #   | Назва                      | Тривалість |
| --- | -------------------------- | ---------- |
| 1.  | «Stray»                    | 5:22       |
| 2.  | «Requiem»                  | 3:03       |
| 3.  | «Coração Selvagem»         | 3:28       |
| 4.  | «Renga»                    | 1:32       |
| 5.  | «Pilgrim Snow»             | 2:22       |
| 6.  | «Leaving On Red Hill»      | 2:58       |
| 7.  | «Shiro»                    | 2:04       |
| 8.  | «Dogs And Angels»          | 3:01       |
| 9.  | «Strangers»                | 5:03       |
| 10. | «Sleeping Wolves»          | 2:07       |
| 11. | «Tip Toe Waltz»            | 1:31       |
| 12. | «My Little Flower»         | 2:43       |
| 13. | «Could You Bite The Hand?» | 3:39       |
| 14. | «Valse De La Lune»         | 3:03       |
| 15. | «Hot Dog Wolf»             | 2:23       |
| 16. | «Silver River»             | 3:24       |
| 17. | «Sold Your Soul»           | 2:25       |
| 18. | «Visions Of A Flame»       | 1:33       |
| 19. | «Run, Wolf Warrior, Run»   | 5:55       |
| 20. | «Gravity»                  | 3:23       |
| 21. | «Paradiso»                 | 3:47       |